# Tanymetopus claripennis
Tanymetopus claripennis är en tvåvingeart som beskrevs av Hardy 1982. Tanymetopus claripennis ingår i släktet Tanymetopus och familjen borrflugor. Inga underarter finns listade i Catalogue of Life.